# بتا-گلوکوسیداز
بتا-گلوکوسیداز (انگلیسی: Beta-glucosidase) آنزیمی است که کارش هیدرولیز پیوندهای گلیکوزیدی، به باقیمانه‌های پایانی احیانشده در ملکول‌های بتا-دی-گلوکوزیدها و الیگوساخاریدها است که در نهایت منجر به آزادسازی گلوکز می‌شود.
این گروه آنزیمی، انواع و نام‌های گوناگونی دارند و ابزار قدرمندی جهت تجزیهٔ دیوارهٔ سلول‌های گیاهان توسط پاتوژن‌هایی است که از آنها تغذیه می‌کنند. (قارچ‌ها، باکتری‌ها و غیره)